# Zhan Xugang
Zhan Xugang (n. 15 mai 1974, Kaihua County⁠(d), Zhejiang, Republica Populară Chineză) este un halterofil chinez, medaliat olimpic. A participat la 3 ediții ale Jocurilor Olimpice (1996, 2000, 2004) în care a câștigat o medalie de aur.